# Chileens-Spaans
Chileens-Spaans  (Spaans:Español chileno) is een van de verschillende varianten van de Spaanse taal die in het grootste deel van Chili wordt gesproken. Chileense Spaanse dialecten hebben een onderscheidende uitspraak, grammatica, woordenschat en slanggebruik die verschillen van die van Standaard Spaans, waarbij verschillende taalkundigen Chileens Spaans identificeren als een van de meest uiteenlopende varianten van het Spaans.

## Verspreiding en variëteiten
Andes-Spaans · Caraïbisch-Spaans · Centraal-Amerikaans Spaans · Chileens-Spaans · Colombiaans Spaans · Dominicaans-Spaans · Mexicaans-Spaans · New Mexico-Spaans · Panamees-Spaans · Spaans van de Peruaanse Kust · Rioplatensisch-Spaans · Yucateeks Spaans 
Zie ook: Ladino · Portuñol · Spaans in de Verenigde Staten